# Britam Tower
Britam Tower är en 200 meter hög kontorsbyggnad i Nairobi i Kenya. Den har 32 våningar över jord och en 63 meter hög mast med tre vindkraftverk på toppen. 
Byggnaden, som bland annat är säte för finansgruppen Britam, är Kenyas högsta byggnad och den sjätte högsta byggnaden i Afrika (2024). Den ritades av GAPP Architects & Urban Designers i samarbete med Triad Architects och är utformad som ett prisma med fyra hörn som gradvis avsmalnar till två.
År 2018 utsåg Emporis Skyscraper Award byggnaden till Afrikas bästa skyskrapa och den tionde bästa i världen.